# Кім Джун Хо
Кім Джун Хо (кор. 김준호, нар. 26 травня 1994) — південнокорейський фехтувальник на шаблях, олімпійський чемпіон 2020 року , триразовий чемпіон світу.

## Виступи на Олімпіадах
| Олімпіада  | Дисципліна     | Місце |
| ---------- | -------------- | ----- |
| Токіо 2020 | командна шабля | 1     |